# Nome de Hórus

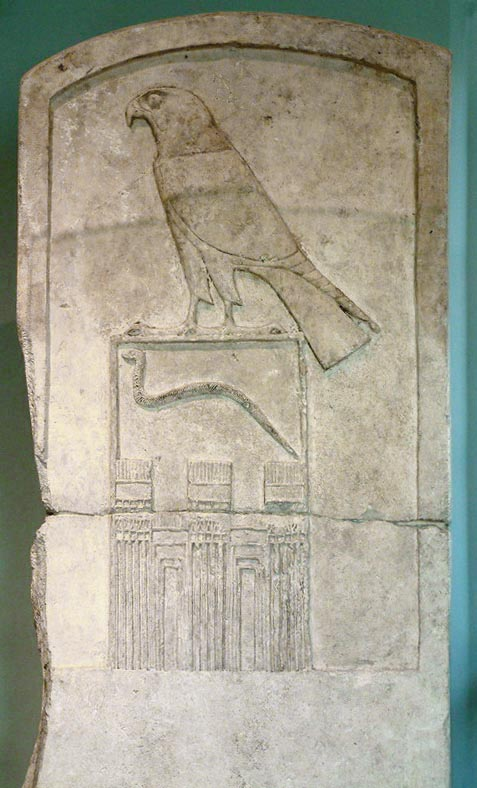
Estela do faraó Uenefés, com o Nome de Hórus

O Nome de Hórus era um dos vários nomes, ou títulos, pelo qual era conhecido o faraó adotando-os quando subia ao trono. Particularmente, dentre os vários nomes, este era o mais antigo sendo adotado desde as primeiras dinastias.
O sereque, estrutura na qual este título era inserido, aparece primeiramente na Paleta de Narmer. Para faraós anteriores à IV dinastia esta titulatura era a principal, sendo somente a partir desta dinastia que se torna comum o uso do Nome de trono.
Sequemibe, da II dinastia, provavelmente por problemas políticos, mudou seu nome para Peribessene, substituiu a figura de Hórus, sobre o Sequemibe, pela figura de Seti, inventando assim uma nova variação para o sereque, o Nome de Seti. Então, Quenerés, também da II dinastia, colocou a imagem de Hórus junto com a Seti em tentativa de conciliação.
A partir de c. 2 000 a.C., os faraós recebiam quatro títulos, além do nome que ele havia recebido ao nascimento. Estes nomes eram:
1. o nome de Hórus, a manifestação do falcão divino
2. aquele das duas damas (ou seja, o Egito, representado pela deusa-cobra Uto e a deusa-abutre Necbete)
3. o nome de Hórus de Ouro (expressando eternidade)
4. aquele do junco e da abelha (ou seja, do Alto e Baixo Egito)
5. filho de Rá (o nome próprio)

## Exemplos

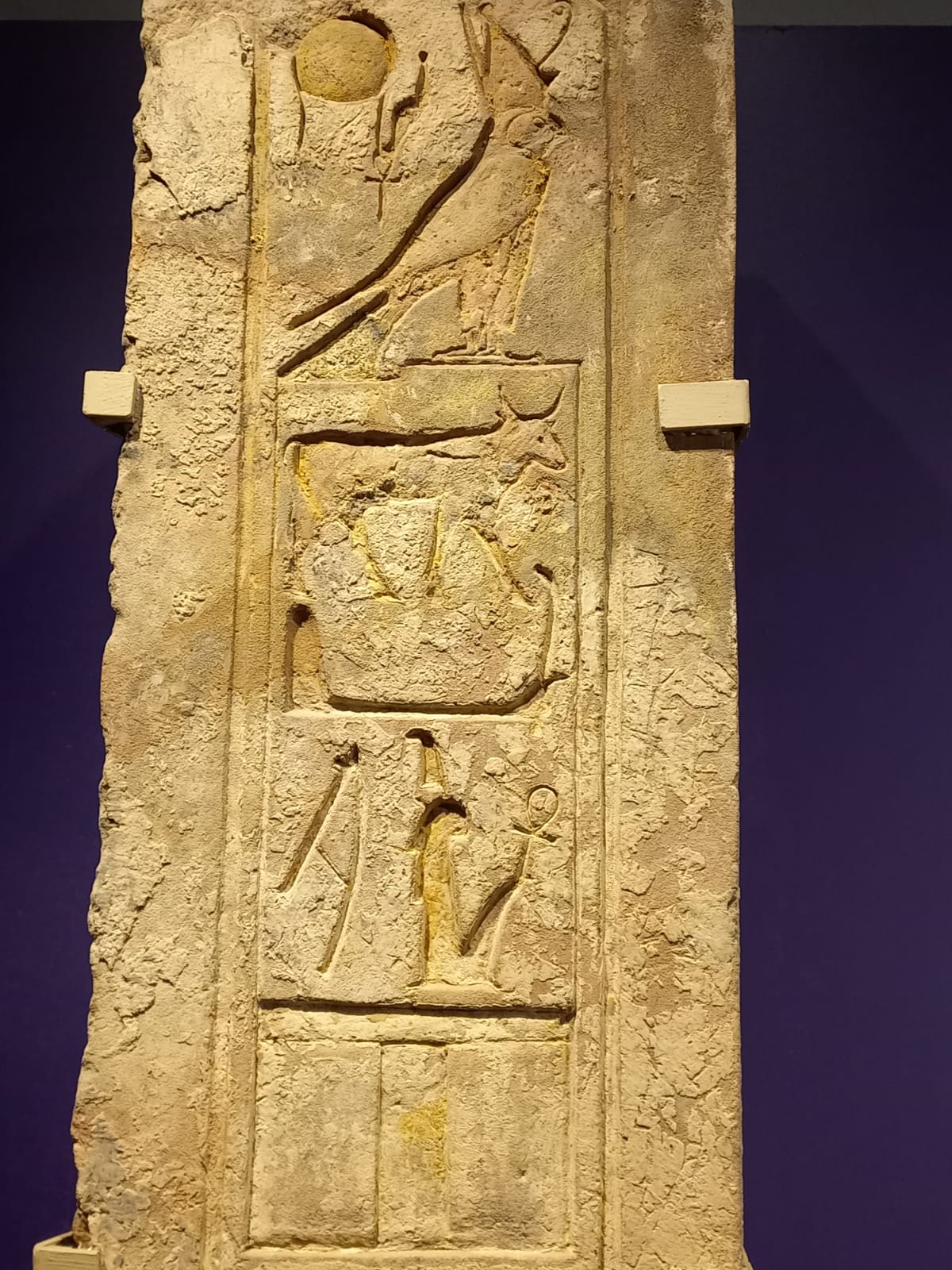
Fotografia com o nome de Hórus de Ramsés II.

| G5 |

| G5 |

| E1 · D44 | U7 | C10 |

| E1 · D44 | U7 | C10 |

| E1 · D44 | U7 | C10 |

| E1 · D44 | U7 | C10 |

| E1 · D44 | U7 | C10 |

| E1 · D44 | U7 | C10 |

| E1 · D44 | U7 | C10 |

| E1 · D44 | U7 | C10 |

| G5 |

| G5 |

| E2 · D40 | X7 | A28 | S9 |

| E2 · D40 | X7 | A28 | S9 |

| E2 · D40 | X7 | A28 | S9 |

| E2 · D40 | X7 | A28 | S9 |

| E2 · D40 | X7 | A28 | S9 |

| E2 · D40 | X7 | A28 | S9 |

| E2 · D40 | X7 | A28 | S9 |

| E2 · D40 | X7 | A28 | S9 |